# Eimear Quinn

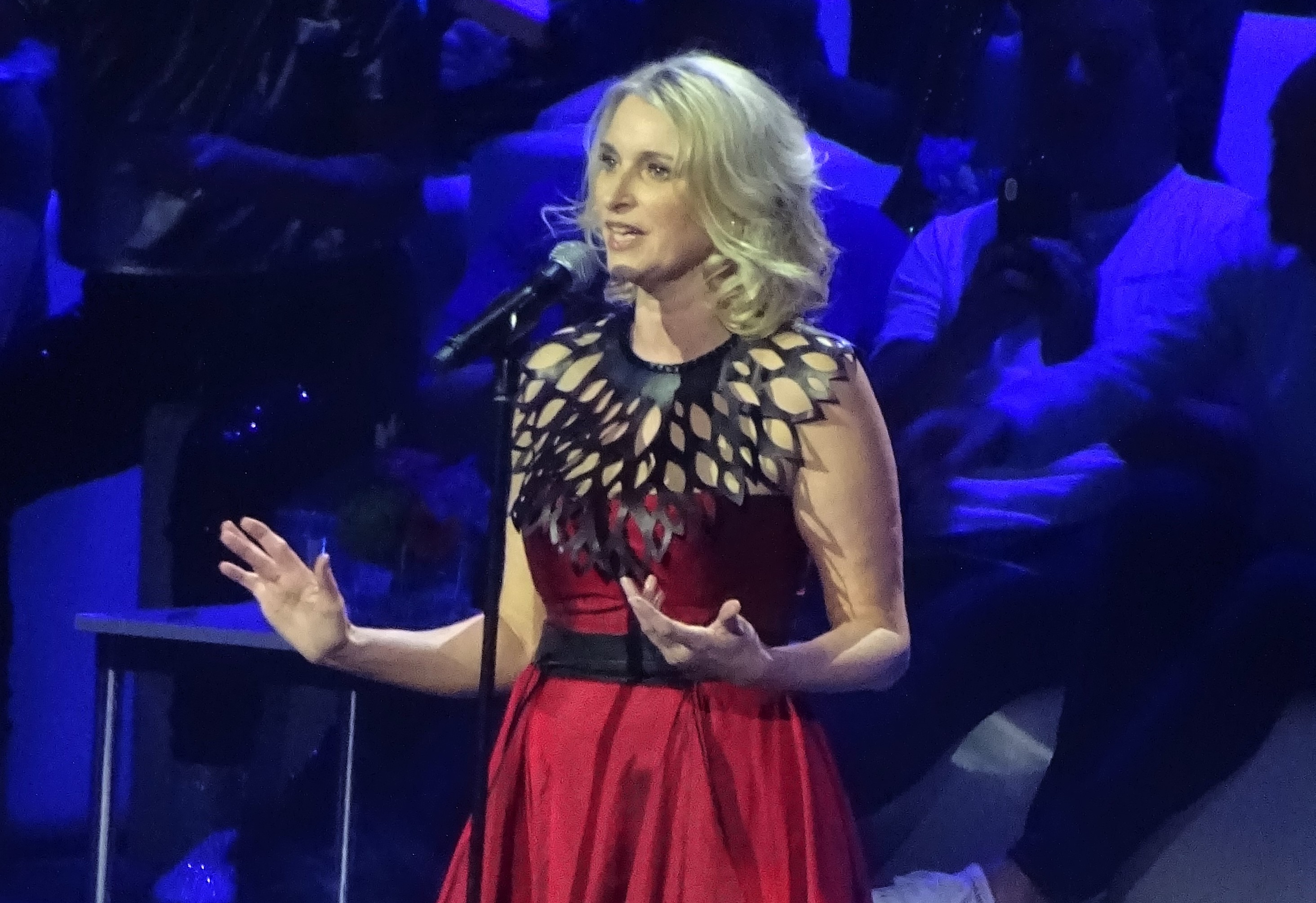
Eimear Quinn beim Het Grote Songfestivalfeest 2019

Eimear Quinn (* 18. Dezember 1972 in Dublin) ist eine irische Sängerin. International bekannt wurde sie durch ihren Sieg beim Eurovision Song Contest 1996. Mit dem Lied The Voice, das an traditionelle irisch-gälische Volkslieder angelehnt ist, setzte sie sich mit großem Abstand gegen die Konkurrenz durch. Die Single erreichte Platz 40 in den britischen Charts, Platz 21 in den Niederlanden, Platz 31 in Schweden und Platz 3 in ihrer Heimat.

## Musikkarriere
Die in Dublin geborene Eimear Quinn trat ihrem ersten Chor im Alter von vier bei und im Alter von 15 begann sie mit formalem Gesangsunterricht an der Hochschule der Musik unter Leitung von Jody Beggan. Später absolvierte sie den Abschluss in Musik der National-Universität Irlands Maynooth. Während sie für ihren Abschluss studierte, entwickelte sie Interesse an der Vorklassik und war früher ein Gründungsmitglied des Ensembles Zefiro.
Im Jahr 1995 trat sie dem Chor Anúna bei. Sie nahm zwei Alben auf: Omnis (1996) und Deep Dead Blue (1996), wobei sie als Solistin bei einigen Stücken mitwirkt. Sie reiste mit dem Chor auch international und nahm teil an Auftritten in Spanien, Frankreich und Großbritannien. Während sie mit Anúna in der St. Patricks Kathedrale an Weihnachten 1995 sang, hörte der Komponist Brendan Graham sie und lud sie ein seine Komposition The Voice als Irlands Beitrag für den irischen ESC-Vorentscheid zu singen. Ihr Auftritt gewann, worauf sie nach Oslo reiste und sie den Eurovision Song Contest 1996 gewann. Quinn begann solo auf Tournee zu gehen und hatte Auftritte in Australien, Amerika und in ganz Europa und in Örtlichkeiten wie in der Royal Albert Hall, dem Sydney State Theatre und dem Nationalpark Brüssels. Sie hatte außerdem viele Fernsehauftritte und präsentierte auch Fernseh- und Radiosendungen für RTÉ und TV3.
Quinn hat mit einer großen Anzahl von internationalen Komponisten an zahlreichen Musical- und Fernsehprojekten zusammengearbeitet. Unter diesen waren Auftritte und das Co-Schreiben der Filmmusik für die belgische Dramaserie Stille Waters mit Steve Willaert. Sie trug Voice of an Angel auf Liam Lawtons Album Another World vor.
Im Jahr 2006 veröffentlichte Quinn das Album Gatherings, eine Sammlung von Musik, die sie in dem vorherigen Jahrzehnt aufgenommen hatte. Das war Eimears dritte Platte, gefolgt von Winter Fire and Snow und Through the Lens of a Tear, ein Album, das sie mit Pol Brennan of Clannad schrieb, welcher auch das Album herausgebracht hat. Quinn führte The Voice später in diesem Jahr auf, während "Ireland's Finest in Concert", einer Gala zum 25. Jahrestag der nationalen Konzerthalle. Dieser Auftritt wurde auf dem Fernsehsender RTÉ ausgestrahlt und das Konzert wurde als DVD veröffentlicht.
Im Jahr 2007 wurde Quinn von der National-Universität von Irland ausgewählt, das Studieren von Musik an der NUI Maynooth in einer landesweiten Kampagne zu fördern. In demselben Jahr arbeitete sie mit dem Filmproduzenten Philip King, um eine Dokumentation, welche als Thema ihre Musik und die Zusammenarbeit mit dem in Belfast geborenen Komponisten Neil Martin, für RTÉ1 fertigzustellen.
Im Dezember 2007 wurde O Holy Night veröffentlicht, eine Sammlung von Weihnachtsliedern, uralten Gesängen und Kompositionen von Quinn, welche das Album zusammen mit Martin Quinn bei den JAM Studios auch gestaltete und herausbrachte. Dies führte dazu, dass sie eine Fernseh-Sondersendung namens A Christmas Celebration with Eimear Quinn auf RTÉ1 im Dezember 2008 präsentierte.
Seitdem komponierte Quinn und war auf Tournee. Im Jahr 2011 wurde sie ersucht für England's Queen Elizabeth aufzutreten, um ihren Staatsbesuch in Irland kenntlich zu machen. Im August 2012 trat sie bei The Gathering Concert auf, im O2 in Dublin. Sie führte ein Spezialkonzert mit dem Symphonie-Orchester in der National-Konzerthalle auf, in Dublin im Oktober 2012. Im Oktober 2013 wirkte sie als Teil des RTÉ Big Music Week Ensemble mit. Diese Gruppe, unter der auch Marianne Knight, Nono Madolo and Celine Byrne, mitsamt dem RTÉ Concert Orchestra und den UCD Choralgelehrten waren, veröffentlichte The Fair, Fair Land. Das Stück, welches von Brendan Graham komponiert wurde, wurde für die Barnardo's Kinderwohlfahrt genutzt und erreichte Nummer 34 in den irischen Charts.

## Privatleben
Quinn lebt in County Monaghan mit ihrem Ehemann Noel Curran, einem Radio- und Fernsehproduzenten, und momentanem Generaldirektor des RTÉ. Sie haben zwei Töchter: Joelene, geboren im Oktober 2009 und Marlene, geboren im April 2012.

## Diskografie

### Alben
- 2001: Through the Lens of a Tear
- 2006: Gatherings
- 2007: Oh Holy Night

### Singles und EPs
- 1996: The Voice
- 1996: Winter, Fire and Snow EP
- 1997: Ave Maria
- 2016: The Mother